# HD 219828 b
HD 219828 b (بالإنجليزية: HD 219828 b)‏ الذي يرمز له بالرمز HD 219828b، هو كوكب خارج المجموعة الشمسية، في كوكبة الفرس الأعظم، يتبع HD 219828 ‏.

## الاكتشاف
اكتشف في 18 فبراير 2007، وكانت طريقة الاكتشاف سرعة شعاعية.